# Beşatlı
Beşatlı (kurd. Xilxês) ist ein Dorf im Landkreis Yüksekova der türkischen Provinz Hakkâri. Beşatlı liegt in Südostanatolien auf 1.970 m über dem Meeresspiegel, ca. 15 km nordwestlich von Yüksekova.
Der Name der Ortschaft Beşatlı bedeutet Fünfreiter.  Der frühere Ortsname lautet Hulhis und ist beim Katasteramt registriert.
1985 lebten 2.198 Menschen in Beşatlı. 2000 hatte die Ortschaft 319 Einwohner. Für 2009 werden 754 angegeben.